# Hérib Campos Cervera
Hérib Campos-Cervera (*Asunción, Paraguay; 30 de marzo de 1905 – Buenos Aires, Argentina; 28 de agosto de 1953) fue un poeta paraguayo. Sus progenitores fueron de origen español: Hérib Campos-Cervera, también poeta, y Alicia Díaz-Pérez, hermana de Viriato Díaz-Pérez.

## Infancia y pubertad
Fue interno en el Colegio de San Lucas de Hohenau, institución a la que más de una vez llamó “cárcel”, lo cual lo revela como un ´´adolescente´´ vital y libertario. Además de su afición por la filosofía y las ciencias exactas, se dedicó a la crítica literaria y, fundamentalmente, a la poesía.
En el prólogo de la reedición de “Ceniza redimida”, escribe el estudioso Miguel Ángel Fernández Argüello: “Una infancia desdichada, lejos de sus progenitores, parece haber marcado toda su vida, y en su poesía tal vez se encuentre las huellas de esta primera etapa de su existencia. Su adolescencia y juventud no habrían sido más afortunadas...”
Su valor como poeta es innegable. Todos los estudiosos de la literatura paraguaya coinciden en afirmar que su obra señala el punto de partida de una nueva concepción poética vinculada a los nunca sencillos senderos del vanguardismo. Así, en su insustituible libro “La poesía paraguaya -Historia de una incógnita”, el crítico e intelectual brasileño Walter Wey precisa: “Campos Cervera colocó la literatura paraguaya en el ´´ritmo americano´´ y a la altura de la actual poesía del continente. Para eso no necesitó auscultar el corazón de Hispano-América. Realizó apenas lo que hacía mucho la temática de su tierra aguardaba: un profundizamiento del nativismo de los modernistas que quedaron en los aspectos objetivos de la vida y de la naturaleza. Se volvió para los temas sociales y humanos con penetración, aprovechando parte de un inmenso folclore inexplotado. En este sentido, también abrió camino para las nuevas generaciones.
ℕSi no realizó de manera total la revelación del Paraguay como se esperaba de su intuición, mostró cómo podrá ser revelado en el futuro. Puso en evidencia que en casi 100 años de poesía∞, los poetas paraguayos a pesar de describir la tierra no se identificaron con ella y con su estilo de vida”⇔.

## Su trayectoria
Colaborador de revistas tales como Juventud, Ideal y Alas en la década de los años 20, su producción de entonces se vincula a la corriente del postmodernismo. La firmaba con el seudónimo de “Alfonso Monteverde”.
| Año       | Actividad destacable |
| --------- | --- |
| 1931      | Su participación en los sucesos del 23 de octubre de aquel año, marchó a un primer exilio, primero en Buenos Aires, Argentina y después en Montevideo, Uruguay. Por entonces había hecho clara opción por las ideas de izquierda, influido quizá por el anarquismo y sus reivindicaciones y por el socialismo marxista con el cual entró en contacto en Argentina y Uruguay. |
| 1938      | Tres años después de su regreso al Paraguay, junto a Josefina Plá -también de retorno reciente de Europa por el fallecimiento de su esposo, Julián de la Herrería- se sitúa en el centro de un movimiento que tiene como protagonistas, entre otros, a Augusto Roa Bastos, Óscar Ferreiro, Ezequiel González Alsina y Hugo Rodríguez Alcalá, los cuales pasarán a ser conocidos en la poesía paraguaya como “Generación del ‘40”. El lugar de encuentro de aquellos jóvenes es el cenáculo “Vy’a raity” - se les unirá pronto Elvio Romero- y sus producciones tienen cabida en revistas como las del Ateneo Paraguayo, Noticias y el suplemento literario del diario El País. |
| 1940-1948 | En 1940, ante el fallecimiento del entonces Presidente de la República, el general José Félix Estigarribia, en un oscuro accidente de aviación, asume la conducción del país el también general Higinio Morínigo, simpatizante de los autoritarismos nacionalistas imperantes en la Europa nazi-fascista; su gobierno se extenderá hasta 1948. Un año antes, en 1947, tendrá lugar una de las páginas más luctuosas de la historia del Paraguay, la malhadada guerra civil del ‘47 que, entre otras muchas secuelas y consecuencias nefastas, privó al país del talento y la creatividad de sus mejores artistas e intelectuales. Entre ellos, Hérib marchó a un nuevo exilio en Buenos Aires, el cual durará hasta su deceso. César Alonso de las Heras y Juan Manuel Marcos, en un texto para estudiantes de la literatura paraguaya señalan: “Campos Cervera es el padre de la literatura paraguaya contemporánea. Si bien en el campo de la narrativa, el ensayo y el teatro lo podrían disputar esa preeminencia Casaccia, Barrett y Correa, respectivamente, no cabe duda ni discusión sobre su influencia decisiva en el de la poesía. Sus poemas manifiestan por primera vez en el país, el dominio de las metáforas surrealistas, las técnicas de enumerar de Neruda, del ritmo de Nicolás Guillén, de la imagen nostálgica de Alberti -a quienes dedicó su elegía “Regresarán un día”-. La nostalgia y la esperanza, la elegancia verbal y la transparencia espiritual distinguen el estilo personalísimo, hondamente enraizado en las circunstancias nacionales, del malogrado poeta...” |

## Obras
En 1950 publicó el único de sus libros de poemas que apareció en vida del poeta, “Ceniza redimida”, reunión de 28 muestras magníficas de su mejor producción. “Hombre secreto” es el nombre del segundo de sus poemarios, aparecido póstumamente. Le pertenecen asimismo el relato “El buscador de fe”, la novela corta “El ojo enterrado”, la obra teatral “Juan Hachero”, no estrenada y aún inédita, además de la novela “Hombres en la selva” y el poemario “Romancero del destierro”, cuyos originales le habrían sido sustraídos cuando su exilio en Montevideo, Uruguay.

## Su Familia
Casado con Tita de los Ríos, de quien se separó tempranamente.
Se volvió a casar, esta vez con María del Carmen Palermo, hija de Raquel Falabella y Giuseppe Palermo, con quien vivió hasta el final de sus días en su último exilio en Argentina, donde tuvo sus tres hijos: Alicia Raquel, poetisa como su padre, Hérib, músico y María Carmen, fallecida en Asunción en el año 2000.

## Últimos años
El periodista Humberto Pérez Cáceres, compañero de Hérib en la redacción del diario Democracia de Buenos Aires, transmitió las últimas palabras del poeta para su pueblo: “El arte, la política, el quehacer cultural, deben beber los zumos mejores de la nacionalidad. El proceso tiene este itinerario de lo nacional a lo universal, no a la inversa.
Que no haya arte inútil, que no haya belleza divorciada del pueblo. El pueblo, su servicio, su redención, su felicidad, su justicia, deben constituir los motivos de todo trabajo. Lo nacional, nuestro país, nuestros hombres, nuestros campesinos y obreros, nuestras mujeres. Es a ellos, a su elevación, que los artistas deben dedicar todos sus esfuerzos”.